# Jijel
Jijel (en arabe: جيجل , en berbère : ⴵⵉⴵⴻⵍ, Ǧiǧel), désignée sous le nom de Igilgili à l'époque antique, puis de Djidjelli à l'époque française, est une ville et commune d'Algérie de la wilaya de Jijel située à l'est de la Petite Kabylie (kabylie orientale), dont elle est le chef-lieu. Elle est considérée comme la capitale de la confédération berbère des Kutamas.

## Géographie
La ville de Jijel se situe sur la côte méditerranéenne au nord-est de l'Algérie à environ 314 km à l'est d'Alger, à 98 km à l'est de Béjaia, à 135 km au nord de Sétif, en Petite kabylie, en kabylie orientale. Le relief de la wilaya est principalement montagneux, et à l'instar de la wilaya voisine de Skikda, les sites sont encore largement vierges et préservés. La wilaya de Jijel compte d'ailleurs les plus grandes forêts de liège en Algérie dont le parc national de Taza. Cette situation évolue rapidement au détriment du patrimoine écologique de la région. L'été, les mêmes forêts sont gravement confrontées aux risques d'incendies.

### Situation
Jijel est un port sur la mer Méditerranée, au nord-est de l'Algérie, à l'extrémité Est d'une côte à falaises nommée la corniche Jijelienne. Elle est adossée au massif montagneux du Mont Babor.
Le territoire de la commune se situe au nord de la wilaya de Jijel. Elle est délimitée par :
|           | Mer Méditerranée |                 |
| El Aouana | Jijel            | Émir Abdelkader |
|           | Kaous            |                 |

### Relief et géologie
La ville est située sur la plaine côtière d'âge Miocène délimitée par la mer Méditerranée au Nord et les formations montagneuses du socle du Mont Babor au sud. Le gneiss, micaschiste et marbre (des roches métamorphiques) attribuées au Paléozoïque et métamorphisées au cours de l'orogenèse alpine, semblent être les principales formations. On note également des formations de la nappe numidienne de nature gréso-argileuses dans la forêt de Guerrouche.

### Climat
La ville de Jijel bénéficie d'un climat tempéré et humide avec un hiver doux caractéristique des zones méditerranéennes et une pluviométrie importante, comme toutes les villes de la moitié Est du littoral algérien.
On note aussi qu'au col de Texanna, qui se situe à 725 m d'altitude, l'enneigement dure plus de 11 jours/an[réf. nécessaire].
Les vents dominants soufflent généralement de la mer vers le continent (NNW - SSE).

### Transports
Jijel est desservie par l'aéroport international de Jijel - Ferhat Abbas situé dans la commune de Taher.

### Localités de la commune
La commune de Jijel est composée de vingt localités :
- Amezoui
- Assoule
- Béni Ahmed
- Boughdir
- Boukhenous
- Bouyadra
- Dar El Battah
- Douemna
- El Aryèche
- El Djarf
- El Haddada
- El Mkasseb
- Aherraten
- Jijel
- Leghrifet (grand phare)
- Ouled Aïssa
- Ouled Bounar
- Ouled Taffer
- Thora
- Zebiria

## Toponymie

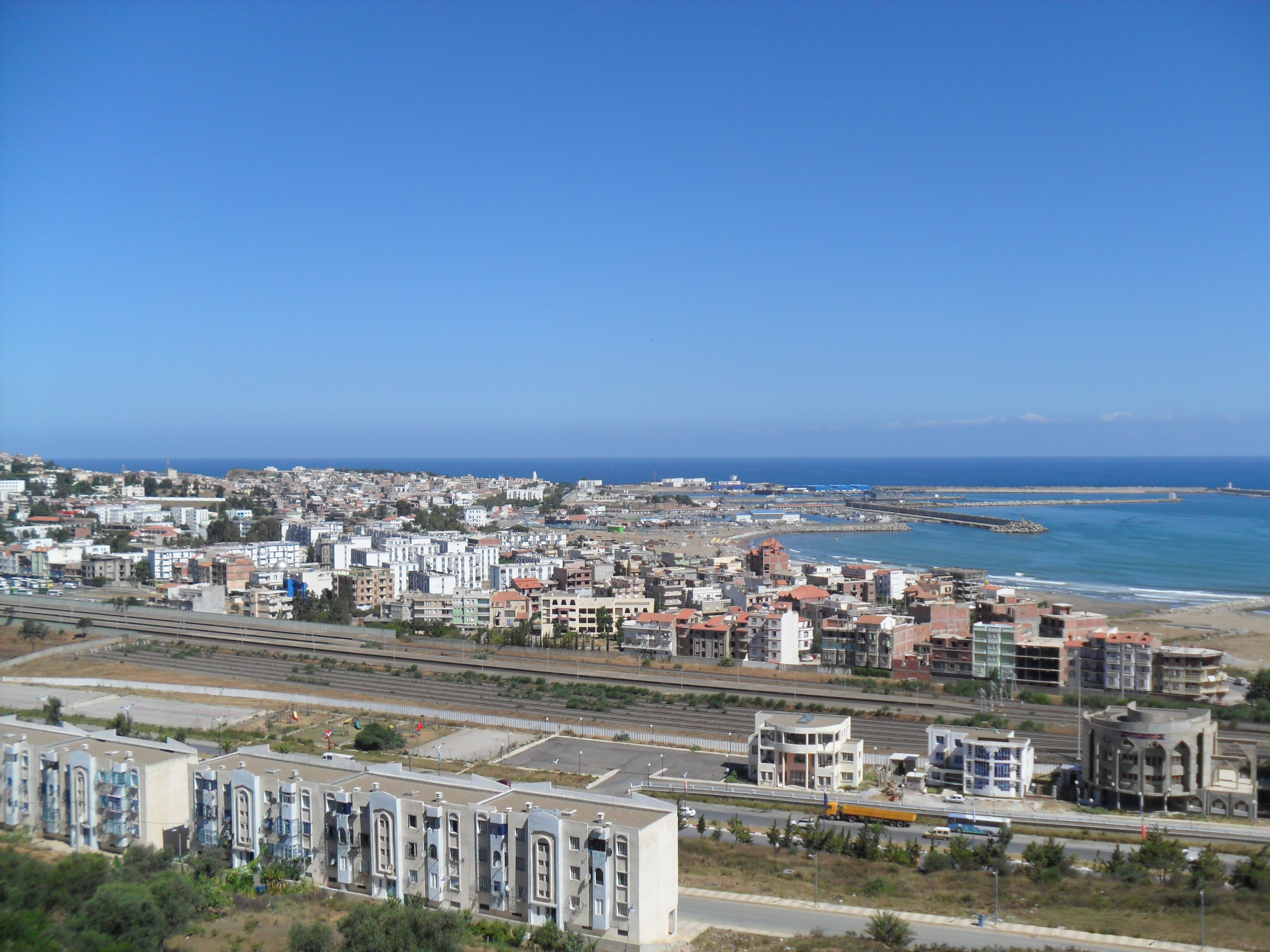
Vue générale de la ville de Jijel.

Le nom de Jijel serait, selon une hypothèse, d'origine punique, ayant ensuite donné la forme latinisée Igilgili ou Iǧilǧili, construit à partir du premier composant i, signifiant « île » et du second composant gilgil, signifiant « cercle de pierre », le tout faisant référence à une ligne d'écueils sur laquelle a été établie au XIXe siècle une partie du port de Jijel. Une autre explication rapproche le nom Igilgili du punique gulgulet, signifiant « en forme de crâne », qualification inspirée des collines environnantes.
D'autres hypothèses essaient d'expliquer le nom de la commune par le berbère. Dans une première explication, le nom de la ville est rapproché du berbère iγil signifiant « bras de montagne, colline, relief » qui, doublé, donne iγil-iγil, signifiant « de colline en colline ». Cette hypothèse est fragilisée par la difficulté d'expliquer la transformation du γ berbère en g punique ou latin. Une deuxième explication rapproche le nom de la ville de la racine berbère GL, exprimant « l'idée générale de suspension, balancement et par extension de stagnation », et correspondant à une impression de suspension de la ville entre mer et montagne,.
Au milieu du XVIIIe siècle, l’Encyclopédie de Diderot et D’Alembert l'écrit Gigeri.
Antoine Hamilton, dans les Mémoires du Comte de Gramont, écrit Gigery.
Dans le Sud de la France et plus spécialement en Provence, on appelle Gigérine (ou Gigirine) la courge à confiture de Citrullus amarus Schrad. en référence au nom de la ville de Jijel.

## Histoire

### Antiquité (Xesiècleav. J.-C.- 698 ap. J.-C.)
La région est peuplée depuis la Préhistoire par les Berbères sédentaires et agriculteurs, du rameau Baranis, dont les Kutama sont les plus connus.
Vers le Xe siècle avant l'ère chrétienne, les Phéniciens, marins et marchands, en quête de bases pouvant offrir le maximum de sécurité à leur commerce, s'installent dans la région où ils fondent un comptoir.
À partir du Ve siècle av. J.-C., Carthage domine les cités phéniciennes de la côte africaine, dont Igilgili, et la ville sera un territoire carthaginois jusqu'à la défaite de Carthage face à Rome lors de la première guerre punique en 264 av. J.-C.. La ville est alors intégrée au royaume numide des Masaesyles (Numides occidentaux) et subira le règne de Syphax jusqu'en 202 av. J.-C.. À cette date, elle est rattachée au royaume unifié de Numidie sous le roi Massinissa, avant de passer sous le règne de son fils Micipsa, puis de son petit-fils Jugurtha.
Après la défaite de Jugurtha face aux Romains en 105 av. J.-C., la ville passe sous la domination du royaume de Maurétanie, royaume berbère vassal de Rome (occupant le nord du Maroc et les deux tiers centre et ouest de l'Algérie actuels), dont la capitale était Volubilis (Maroc) puis Yol (Cherchell) sous Juba II avant d'être finalement occupée par les Romains et transformée en colonie romaine sous Octave Auguste en 33 av. J.-C., et dotée d'un sénat à l'instar des villes romaines importantes. Dès le début, ses habitants jouissent de la pleine citoyenneté romaine. Une fois que les Romains occupent la totalité de l'Afrique du nord, la ville d'Igilgili est rattachée administrativement à la province romaine de Maurétanie césarienne, puis à celle de Maurétanie sétifienne. À cette époque, la ville est suffisamment connue pour être citée par le géographe Claude Ptolémée.
La population d'Igilgili et de ses environs se convertit massivement au christianisme au IVe siècle, avec l'officialisation de cette religion sous l'empereur Constantin, même si les premières conversions datent bien de deux siècles plus tôt.
La ville reste romaine jusqu'à son attaque et à sa destruction par les Vandales en 429. Farouches guerriers germaniques venus du Nord de l'Allemagne via l'Espagne et le détroit de Gibraltar pour fonder un royaume en Afrique du Nord, ils combattent le catholicisme et imposent à la population l'arianisme, doctrine chrétienne adoptée par les peuples germaniques à l'époque et qui prône que Jésus n'était qu'un envoyé de Dieu et non le fils de Dieu ou Dieu lui-même, ce qui s'opposait à la doctrine catholique. On pense que la diffusion de l'arianisme sous les Vandales en Afrique du Nord prépare la voie à la diffusion de l'Islam deux siècles plus tard, par son monothéisme strict, son refus de la Trinité, et sa non-reconnaissance de la divinité de Jésus, caractéristiques qu'on retrouve aussi dans l'islam.
La ville est reprise en 533 par les Byzantins (Empire romain d'Orient) et leurs partisans romano-africains (berbères citadins romanisés), sur les Vandales, qui sont définitivement chassés du pouvoir, mélangés à la population ou recrutés dans l'armée byzantine. Le catholicisme ainsi que le mode de vie romain sont restaurés sous les Byzantins, sans pour autant faire complètement disparaître l'arianisme.
Il y a donc, au moment de l'arrivée des Omeyyades et de l'islam dans la région à la fin du VIIe siècle, quelques fonctionnaires byzantins et des romano-africains latinisés et catholiques dans la ville d'Igilgili, alors que les environs de la ville sont peuplés par des paysans berbères Kutama (nommés Ucutamani par les Byzantins)  qui ne sont pas latinisés mais berbérophones, et de religion catholique, arienne, juive ou encore attachés aux croyances anciennes berbères[réf. nécessaire].

### Moyen Âge islamique (698-1514)
Vers 650, les premiers cavaliers de l'Islam font leur apparition. Kahina est défaite en 698 par les troupes du général arabe Hassan Ibn Numan et la ville d'Igilgili est rebaptisée Jijel et intégrée au califat omeyyade vers l'an 700.
La population de la région, qui était alors en majorité chrétienne, se convertit rapidement à l'islam, et à la fin du VIIIe siècle déjà elle est devenue très majoritairement musulmane, et la langue arabe s'y diffuse progressivement, remplaçant d'abord le latin à Jijel[réf. nécessaire], puis au fil des siècles le berbère dans les environs de la ville.
Après la chute du califat omeyyade en 750, la ville passe sous les Abbassides puis à partir de 800 sous la dynastie arabe des Aghlabides qui règne depuis Kairouan en étant vassale des Abbassides de Bagdad.
Au début du Xe siècle, un missionnaire chiite originaire du Yémen du nom d'Abou Abd Allah répand le chiisme dans la région de Jijel et incite les habitants à se révolter contre les Aghlabides, ce qu'ils font. La dynastie Aghlabide est détruite en 909 par les Berbères Kutamas chiites locaux dirigé par Ubayd Allah et remplacée par la dynastie fatimide, dynastie qui règnera ensuite sur l'Égypte, et à son extension maximale sur un territoire très vaste, allant du Maroc actuel au Hedjaz.
Puis la ville passe sous la dynastie berbère chiite (et vassale des fatimides) puis sunnite des Zirides à la fin du Xe siècle, puis sous celle de leurs cousins Sanhadja Hammadides dans le courant du XIe siècle. La ville est ensuite brièvement attaquée, occupée et incendiée par les Normands (Vikings) en 1143, ensuite elle passe sous les Almohades en 1152 puis sous les Hafsides de Tunis à partir du milieu du XIIIe siècle. Vient ensuite une période d'instabilité où l'autorité des Hafsides faiblit progressivement et où la ville devient par périodes indépendante de leur pouvoir et totalement autonome, et par périodes passe sous l'autorité des gouverneurs de Béjaia ou de Constantine, voire sous la république italienne de Gênes (d'où son nom italien génois de « Djidjelli », nom sous lequel la ville sera ensuite connue en Europe occidentale), période qui va durer jusqu'à l'arrivée des ottomans dans la ville en 1514.

### Période ottomane (1514-1830)

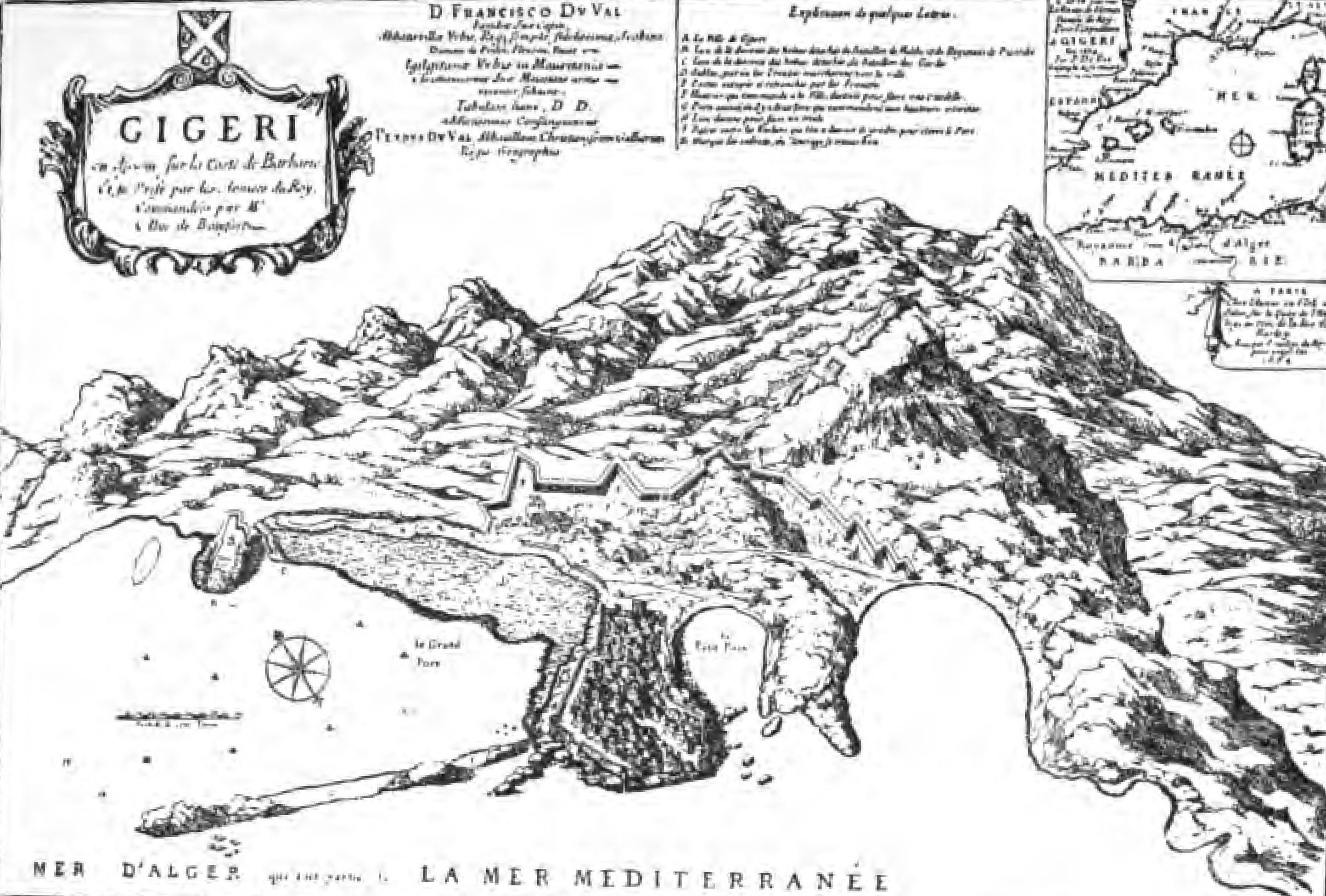
Carte de Jijel (Gigeri) en 1664.

Appelés à la rescousse par les habitants d'Alger, les frères Arudj Barberousse et Khayr ad-Din Barberousse débarquent à Jijel en 1514 et font de la ville leur base arrière pour organiser la lutte contre les Espagnols chrétiens qui avaient occupé plusieurs villes de la côte algérienne. Depuis Jijel, ils recrutent les soldats et préparent les munitions et les armées avec lesquels ils libèrent Béjaia en 1515 (par le beylerbey Salah Raïs) puis Alger en 1518 et toutes les autres villes occupées par les Espagnols comme Cherchell et Mostaganem, à l'exception d'Oran.
En reconnaissance de l'aide apportée par les Jijeliens à l'installation des ottomans en Algérie, ceux-ci leur accordent durant toute la période ottomane en Algérie des privilèges dont ne jouissent pas les autres Algériens, comme le privilège de pouvoir porter des armes en ville, qui est réservé aux janissaires et aux Jijeliens.
Sous les Ottomans, la ville de Jijel devient un important port pour l'activité corsaire. Elle est la ville de beaucoup de corsaires de renom, connus dans toute la régence d'Alger à l'époque. Elle est rattachée au Beylik de Constantine, qui représente le tiers Est de l'Algérie (régence d'Alger), et compte un grand nombre de janissaires de l'armée ottomane, souvent originaires d'Europe de l'Est, chargés de maintenir l'ordre et de prélever l'impôt, et dont il existe aujourd'hui encore de nombreux descendants à Jijel, avec des noms de famille à consonance turque. La ville reçoit aussi au XVIe siècle et au début du XVIIe siècle, grâce à ses corsaires, un certain nombre de réfugiés musulmans d'Espagne, mais dont on ignore avec précision le nombre et l'impact ethnique et socio-culturel réel sur la population de la ville.
Durant cette période aussi, l'activité des Marabouts (Mrabtines) connaît son rôle le plus important, et la ville compte de nombreux saints patrons vénérés à ce jour et qui datent de cette époque, comme Sidi Ahmed Amokrane et Yemma Mezghitane, la sœur de Yemma Gouraya sainte patronne de la ville voisine Bejaia, époque qui fut riche en activité religieuse, spirituelle et mystique, à travers notamment la forte implication des zaouïas dans la société et l'émergence de différents courants religieux spirituels comme le soufisme et ses différentes "voies" (tariqa) dont la plus connue et pratiquée à Jijel et sa région était la "Tariqa Rahmaniyya".
En 1664, les armées de Louis XIV tentent d'occuper la ville, avec une expédition maritime dirigée par le Duc de Beaufort. Ils débarquent en juillet 1664 avant d'être repoussés par les habitants de la ville et de ses environs, et complètement défaits le 31 octobre de la même année, mais seulement la moitié d'entre eux pourront regagner la France, les autres seront faits prisonniers à Jijel, convertis à l'islam et mélangés à la population, ou rendus à leurs familles contre une rançon.

### Colonisation française (1839-1962)

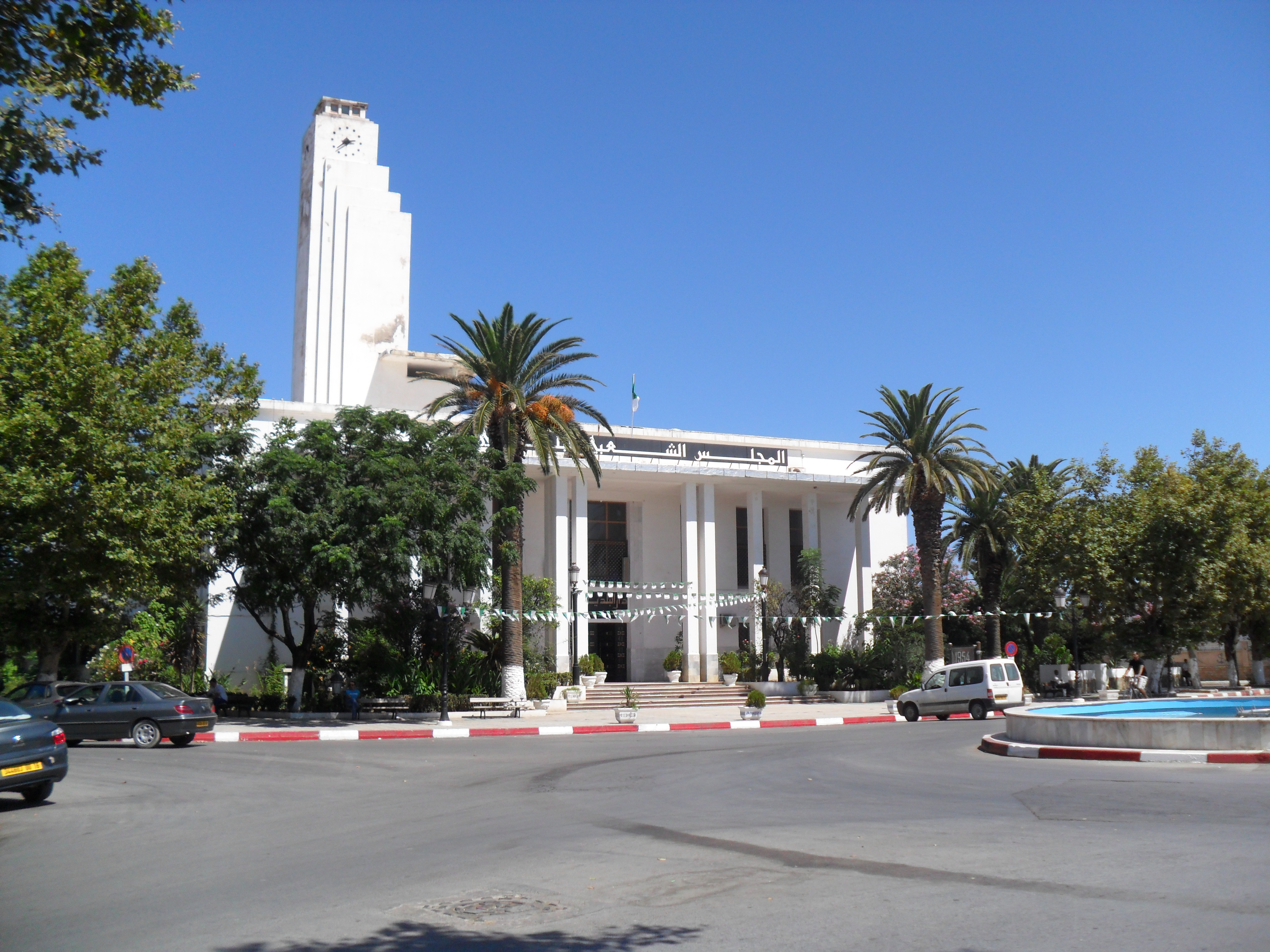
Siège de l'Assemblée Populaire Communale APC de la ville de Jijel.

Le 13 mai 1839, neuf ans après la chute de la capitale, Alger, les forces françaises prirent le contrôle de la ville de Jijel. Les forces coloniales s'efforcèrent d'exiler une partie de la population indigène du fort de la ville (aujourd'hui un fort militaire) et d'en déplacer d'autres. vers la région de Chaouia en échange d'une compensation qui leur a été fournie de force, ainsi que de l'octroi de terres. Pour les colonisateurs français, de nombreux Algériens sont retournés à Jijel et se sont installés à côté de la zone située derrière le fort des Turcs, ou comme l'appellent les Jawajla. , le fort Baba Ammar (actuel quartier du Faubourg).  Bientôt, la France a commencé à construire une ville française de style européen au cœur de la ville, sans qu'au début aucun Européen ne soit autorisé à être présent dans cette ville. Les Français vivaient une vie civile avec des écoles, des administrations et la police, tandis que les Algériens. exerça le métier de pêcheur et de coquillier jusqu'au début de la Première Guerre mondiale, ce qui permit à la France d'entraîner avec elle les Algériens dans sa guerre contre l'Allemagne et les forces de l'Axe.                                     Le 13 mai 1839, neuf ans après la chute d'Alger, les troupes françaises s'emparent de la ville de Jijel. Elles s'établissent à Dusquens et construisent le fort Dusquens qui devient plus tard la première CPE ou commune de plein exercice. Les émissaires de l'Émir Abdelkader bien accueillis, sont suivis par toute la population de la région qui déclenchent la résistance populaire jusqu'en 1842.
Les insurrections armées reprennent en 1845-1847-1851. Celle de 1851 est la plus meurtrière.
En 1856, un tremblement de terre frappe Jijel. Seuls deux femmes et trois enfants périssent. La vieille cité marquée par plus de vingt siècles d'histoire est ensuite confisquée et détruite intégralement par l'armée française et sur ses restes est construit un camp militaire. Jijel fut avec Collo et ce jusqu'à l'indépendance, l'une des deux cités historiques de la Kabylie Orientale.
La ville de Jijel est intégrée au département de Constantine en 1848 puis érigée en commune en 1860. De nombreux colons européens y sont installés par l'administration coloniale française.
La ville a été décorée, le 28 février 1950, de la Croix de guerre 1939-1945 avec étoile d'argent par Marcel-Edmond Naegelen, Gouverneur Général de l'Algérie, en place à l'époque.
Durant la guerre d'Algérie, la ville de Jijel fait partie de la Wilaya 2 du FLN. Ses maquis abritent le QG de cette wilaya et jouent un rôle important durant la guerre, notamment grâce à la densité du couvert végétal et au relief accidenté de la région.

### Depuis l'Indépendance de 1962

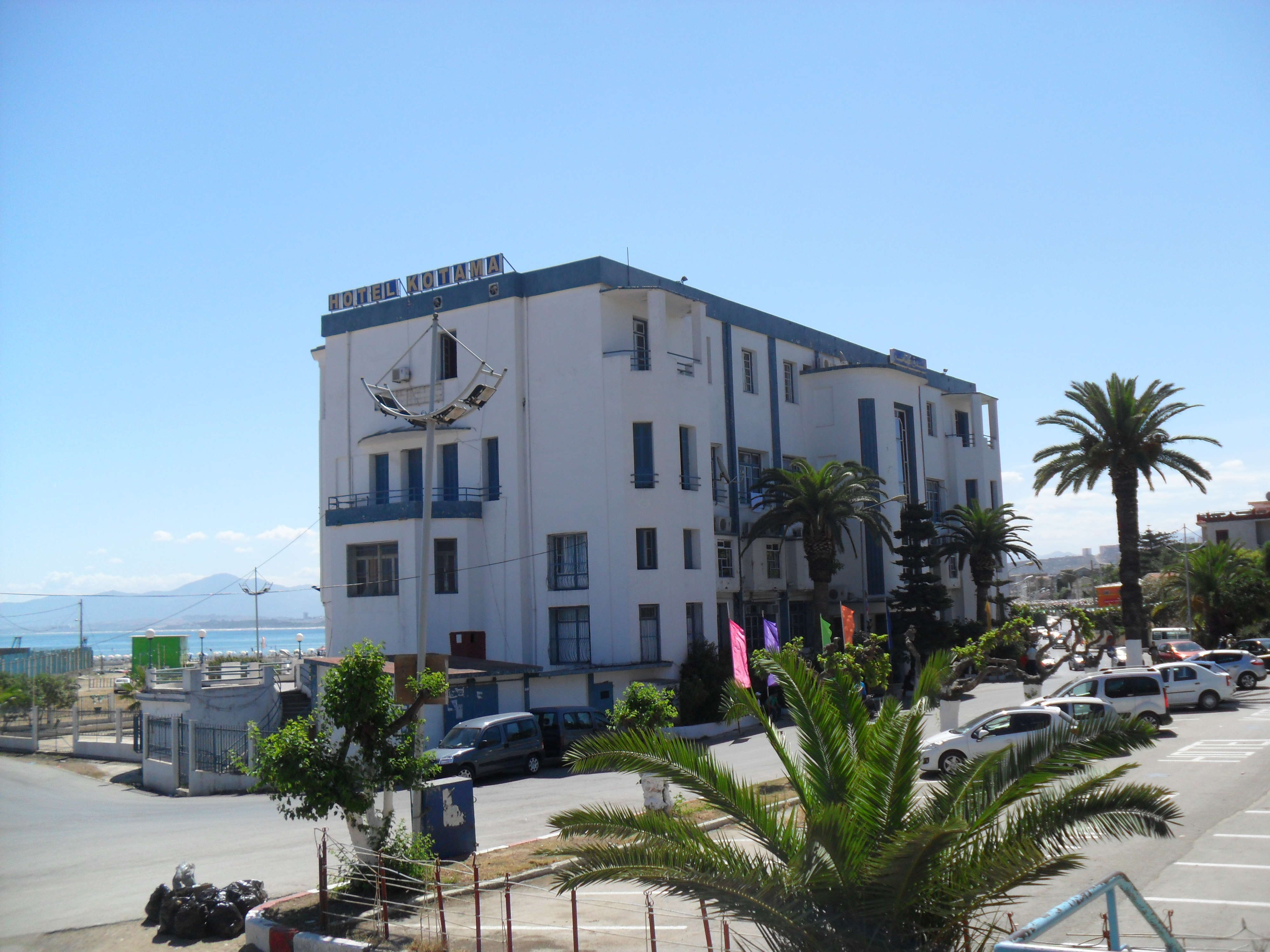
Hôtel de Kotama à Jijel

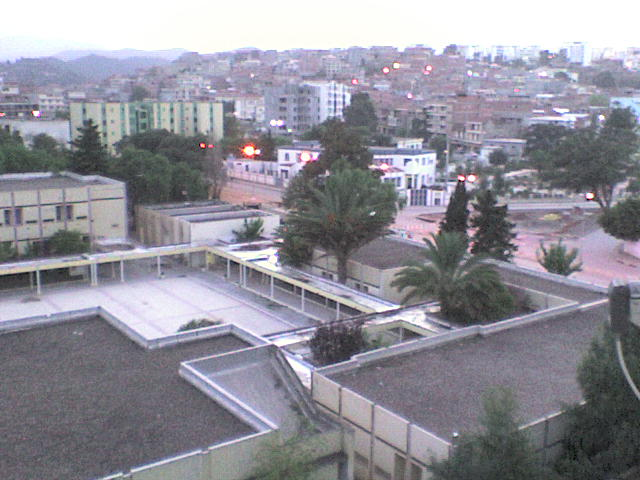
Jijel, Jijel.

Le 5 juillet 1962, Jijel comme toute l’Algérie, redevient indépendante après 132 ans de colonisation française (1839-1962).
Jijel est élevée au rang de chef-lieu de wilaya après le découpage administratif de 1974 et connaît dès lors un développement économique important et bénéficie d'un exode rural qui la fait passer de 37 000 habitants en 1977, à 63 000 habitants en 1987, et 106 000 en 1998, pour atteindre 134 000 habitants en 2008.
Tout cet apport de population rurale pousse la ville à s'étendre au sud sur les hauteurs abruptes qui dominent la ville, et à l'ouest jusqu'à la montagne de Yemma Mezghitane ainsi qu'à l'est (village Moussa). Le vieux centre-ville, qui date du XIXe siècle, abrite encore la vieille société citadine jijelienne, réfugiée de la vieille ville des siècles précédents qui fut détruite en 1856 par un tremblement de terre et transformée en espace contrôlé par les militaires, dont un port militaire.
Au début des années 1990, la région de Jijel subit la guerre civile algérienne et devint le théâtre de combats importants entre l'armée algérienne et l'AIS (bras armé du FIS) entre 1993 et septembre 1997 (date où un cessez-le-feu fut signé entre les deux protagonistes). Finalement les affrontements auront fait un nombre important de morts et de disparus, et d'importants déplacements de populations rurales, fuyant la campagne et les montagnes touchées par les affrontements, vers les centres urbains plus sécurisés (villes de la région ou d'autres régions), faisant de la wilaya de Jijel l'une des wilayas d'Algérie les plus touchées par les déplacements de population causés par la guerre civile.

## Démographie
Selon le recensement général de la population et de l'habitat de 2008, la population de la commune de Jijel est évaluée à 134 839 habitants contre 36 720 en 1977. Le retour de la sécurité dans les années 2000 a permis le départ chez eux de nombreux ruraux réfugiés à Jijel durant la décennie 1990 et a fortement réduit l'exode rural, ce qui a relativement stabilisé la population de la ville durant la décennie 2000 (augmentation de la population de 115 048 à 135 000 habitants entre 1998 et 2008, soit une augmentation d'environ 20 %, contre 80 % durant la période 1987-1998). 
| 1977   | 1987   | 1998    | 2008    |
| ------ | ------ | ------- | ------- |
| 36 720 | 63 525 | 115 048 | 134 839 |

## Économie

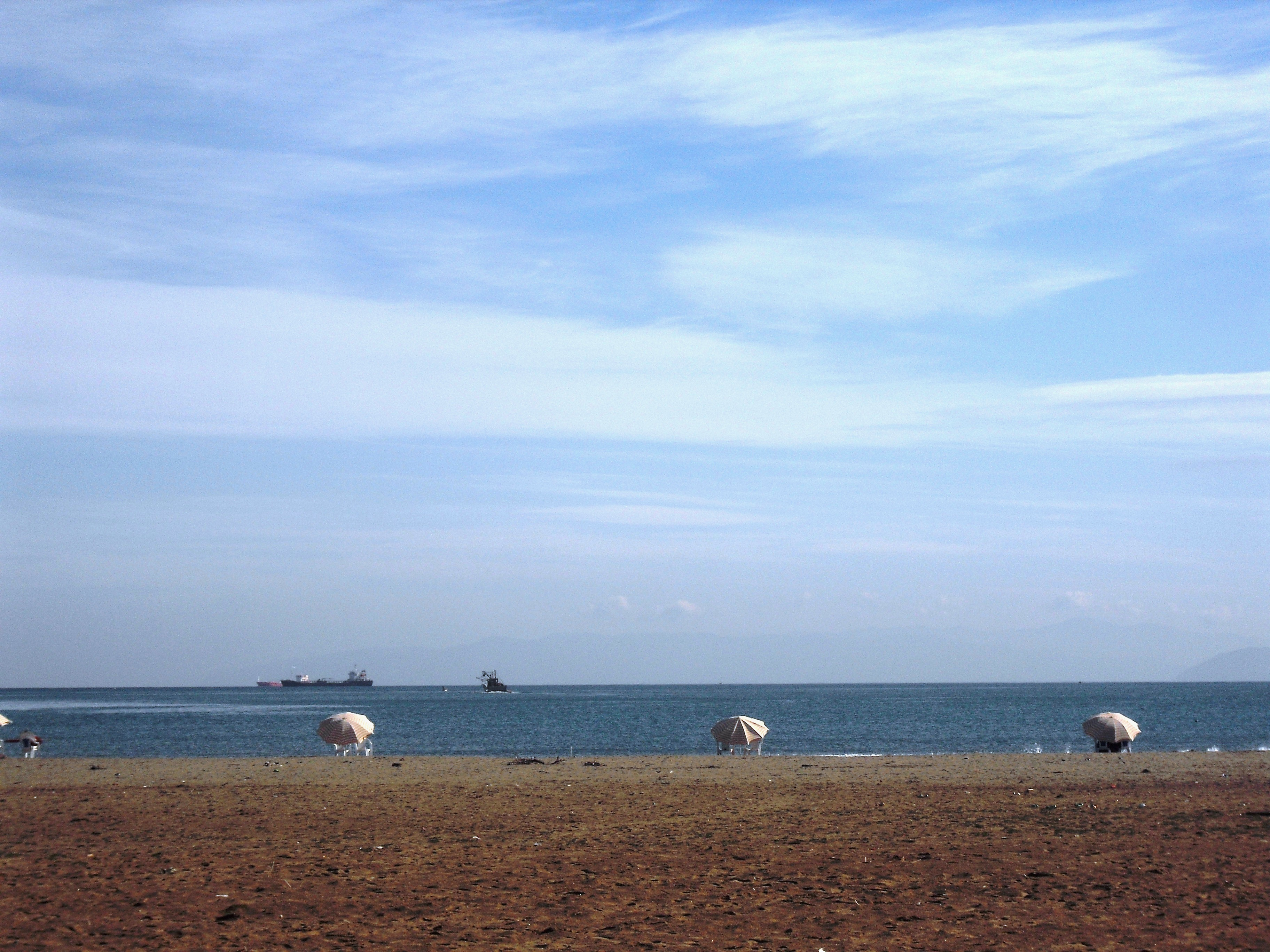
Plage de Kotama à la ville de Jijel (2011).

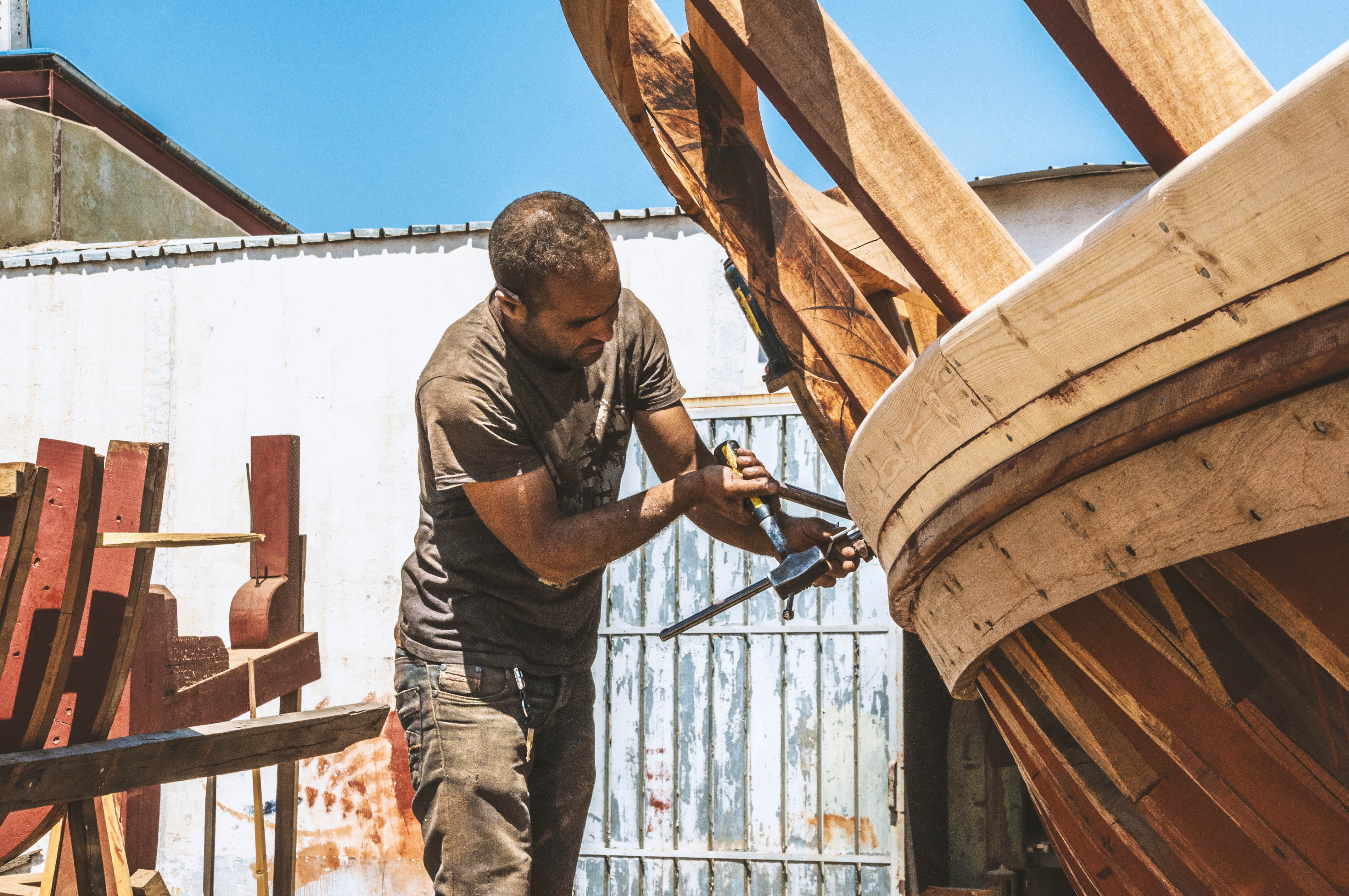
Construction d'un bateau de pêche dans le port de Boudis à Jijel (2015).

Durant les années 2000, la sécurité étant rétablie, la ville a repris son développement économique, avec notamment la mise en service du grand port commercial de Djen Djen situé à quelques kilomètres à l'est de Jijel, l'amélioration de la qualité des routes et donc une augmentation des contacts et des échanges avec les autres régions du pays, la construction d'une nouvelle université dans les environs de la ville (à Tassoust) pouvant accueillir jusqu'à 20 000 étudiants, et l’agrandissement de l'aéroport Ferhat Abbas qui assure depuis 2010 des vols vers la France notamment.
Jijel est également une ville touristique connue pour la beauté de ses plages, l'activité touristique estivale a connu un boom durant ces années 2000 et fait mieux connaitre la région aux Algériens des autres régions, mais a aussi probablement conduit (ou du moins aidé) à une montée des prix, notamment dans l'immobilier , et à une dégradation de l'environnement sur certains points du littoral.[réf. nécessaire]. Jijel comporte une infrastructure d'accueil de 25 hôtels, 20 campings et 5 agences touristiques.

## Culture
La culture Kutama est encore présente dans une large mesure. Le « couscous d'orge au poisson » au nom local de Seksou Bel Hhout ou Berbouche Bel Hout, très populaire dans cette région et dans le nord de la Tunisie, est d'origine Kutama de la région de Jijel. Sur le plan culturel, Ras El Am aussi appelée Laadjouza ou Yennayer est une tradition locale bien ancrée et fêtée chaque année.[réf. nécessaire]
La région de Jijel du fait de son climat humide est connue pour sa grande productivité agricole qui est sa ressource économique principale, et sa gastronomie où le poisson est mis en avant ainsi que pour la beauté de ses paysages, de ses montagnes et de ses plages qui en fait une région touristique importante.
En ce qui concerne la culture musicale, les principaux genres musicaux appréciés dans la région de Jijel sont le chaabi, hawzi et musique arabo-andalouse dont les interprètes les plus connus sont  :
- Cheikh Si Tahar Benjaballah (Amira) : Né le 21 décembre 1906 à Jijel, Tahar Amira s'engouffrera très tôt dans la voie de la musique chaâbi pour devenir une figure de ce genre musical dans la ville de Jijel ;
- Cheikh Si Allaoua Boumrah : de son vrai nom Boumrah Allaoua Ben Redjeb, né en 1883 à Jijel était cordonnier de son état et virtuose de la musique andalouse. Il A fait partie de l'orchestre local dirigé par Fridja Allaoua, assisté de Birouk Hamou ;
- Cheikh Si Allaoua Fridja (1887-1923): Maître de la musique andalouse ;
- Cheikh Si Mohamed Mékideche (1887-1957): né en 1887 à Jijel et décédé le 03 juin 1957 à Jijel. Poète. A laissé d’innombrables strophes et aurait confié un de ses poèmes, transformé par la suite en chants par le maître du Châabi, Hadj M’Hamed El Anka. Ce chant a été repris par l'orchestre Fridja - Birouk et reproduit dans une pièce théâtrale lors des soirées organisées par l'association de bienfaisance «l'Entraide Musulmanes» ;
- Cheikh Si Ahmed Abdelbaki (1890-1959) : Lettré en langue arabe, fervent de la musique Andalouse authentique, détenteur à l’époque d’un livre comportant les Kassidates.

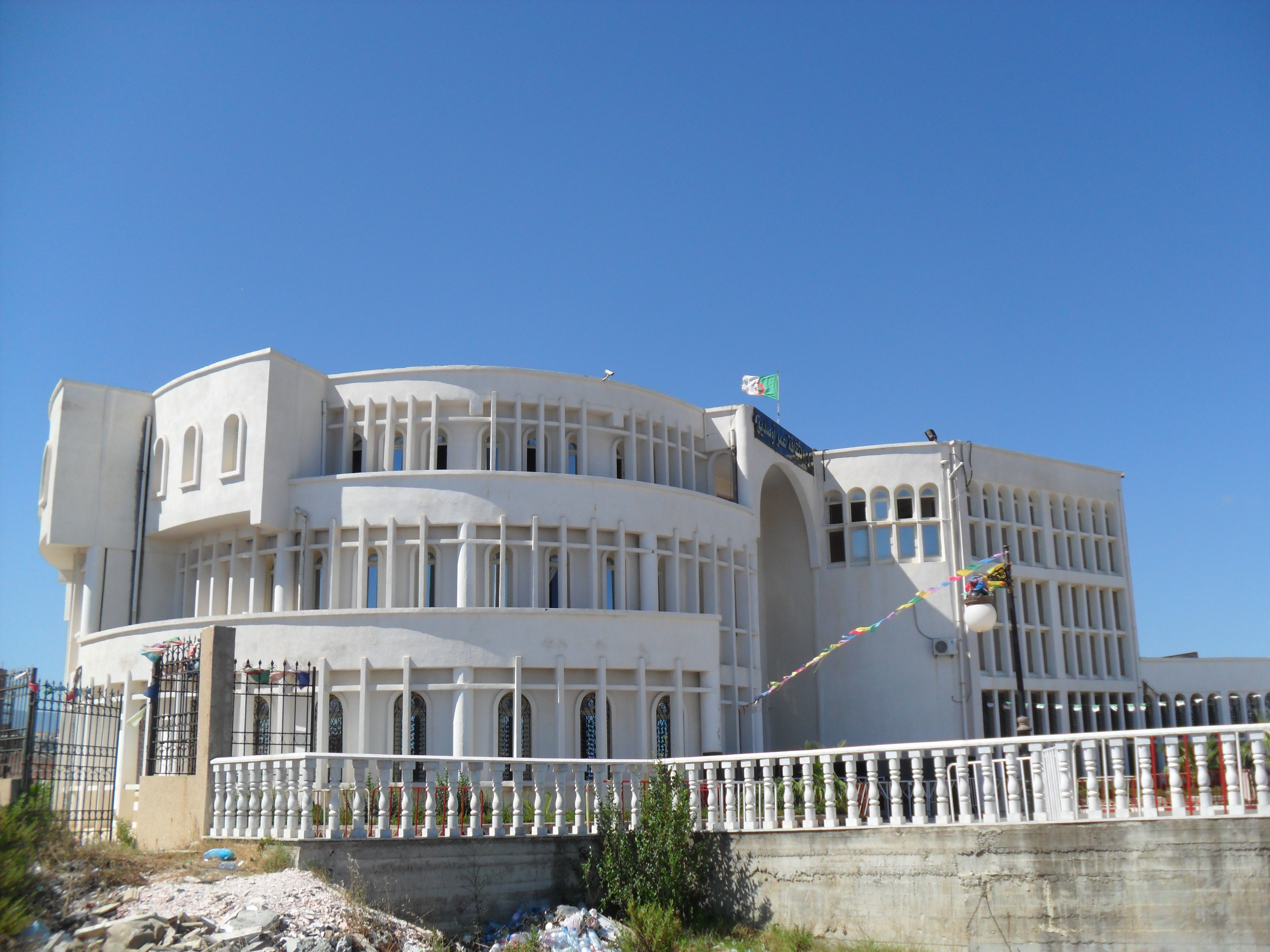
Maison de la Culture de Jijel

## Vie quotidienne

### Dialecte local
Les habitants de la ville de Jijel sont communément appelés Kabyles hadra et emploient le dialecte Djidjelien de structure et de racine Arabe bien qu'il soit composé d'un substrat berbère propre à l'origine de la ville.

### Gastronomie
Quant aux plats traditionnels de Jijel, ils sont pour beaucoup d'entre eux assez spécifiques et typiques de cette ville, comme Bouicha qui est spécialement servie à l'occasion des fêtes religieuses de l'Achoura et du Mouharram; "Seksu au poisson' ou bien 'berboucha' , etc.[évasif]
Le « seksou bel hout », un couscous au poisson généralement à base d'orge, est un plat populaire typique de cette région côtière.

## Patrimoine et lieux de mémoire
- La Casbah. Jijel possédait une Casbah millénaire située sur une presqu'île, la citadelle était bâtie sur d'anciennes fortifications romaines et byzantines[26]. En 1856, un tremblement de terre suivi d'un raz-de-marée détruit partiellement la vieille ville, puis elle est démolie par le génie militaire colonial pour installer un quartier militaire en 1859[26]. Par la suite, Les habitants ont construit de nouvelles maisons de type traditionnel avec cour intérieure et terrasse et ils ont repris les dénominations anciennes des vieilles villes algériennes, tels que El-djbel, quartier des Andalous situé en hauteur, des Raïs, quartiers souvent réservé aux habitants d'origine étrangère et El-Merdja (la prairie) pour les quartiers habités par les citadins de souche autochtone plus ancienne[26].
- La statue en bronze du "pêcheur raccommodant son filet". Un élément marquant du patrimoine jijelien est la statue en bronze du "pêcheur raccommodant son filet" par le sculpteur Guglielmo, fondue par Thiébaut frères en 1888. Elle fut présentée au salon de 1888. Elle pèse 230 kg. Elle se situe sur la place de l’Hôtel de Ville, entourée d’arbres.
- Les monuments commémoratifs[27].

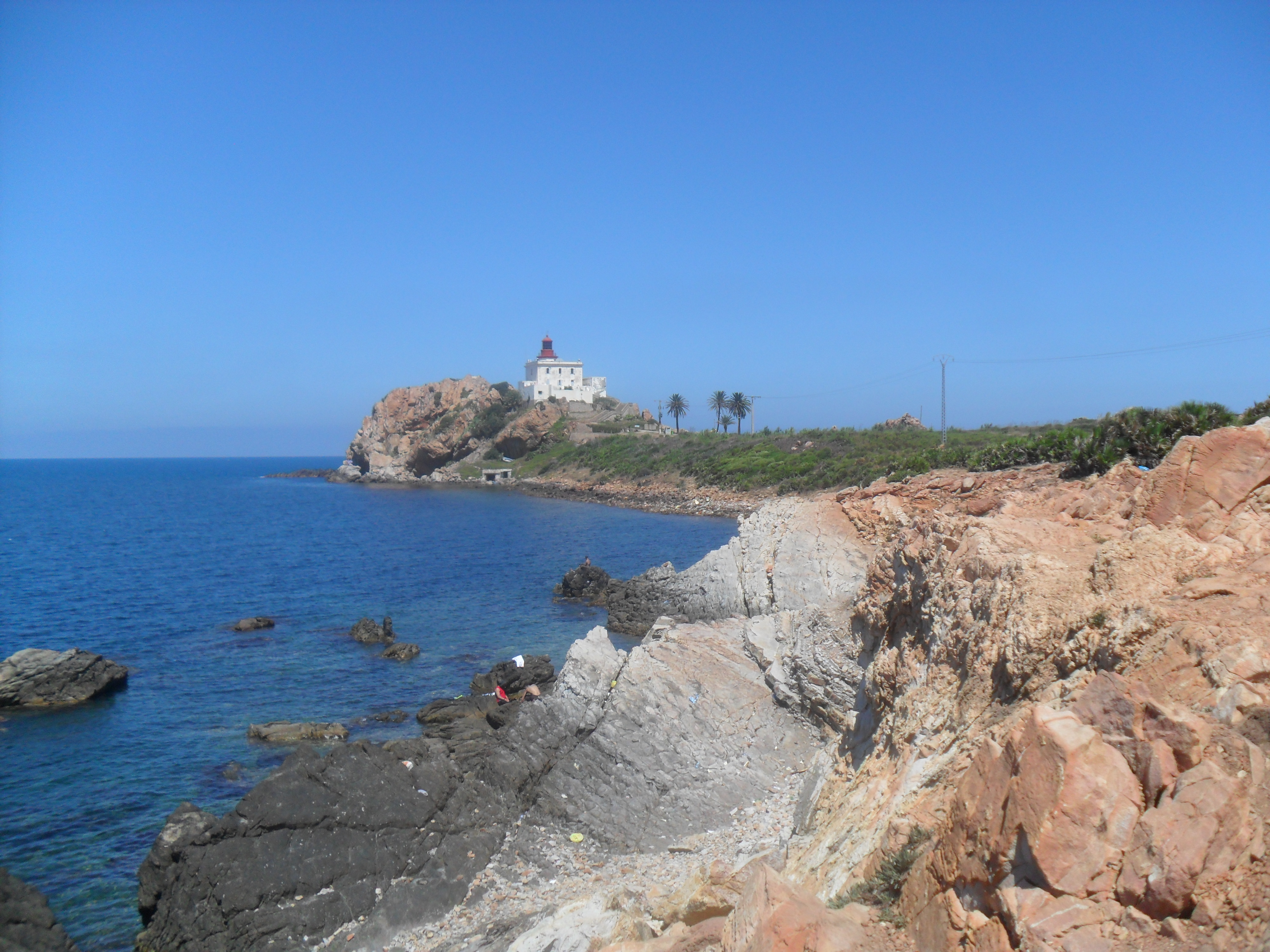
Le grand phare.
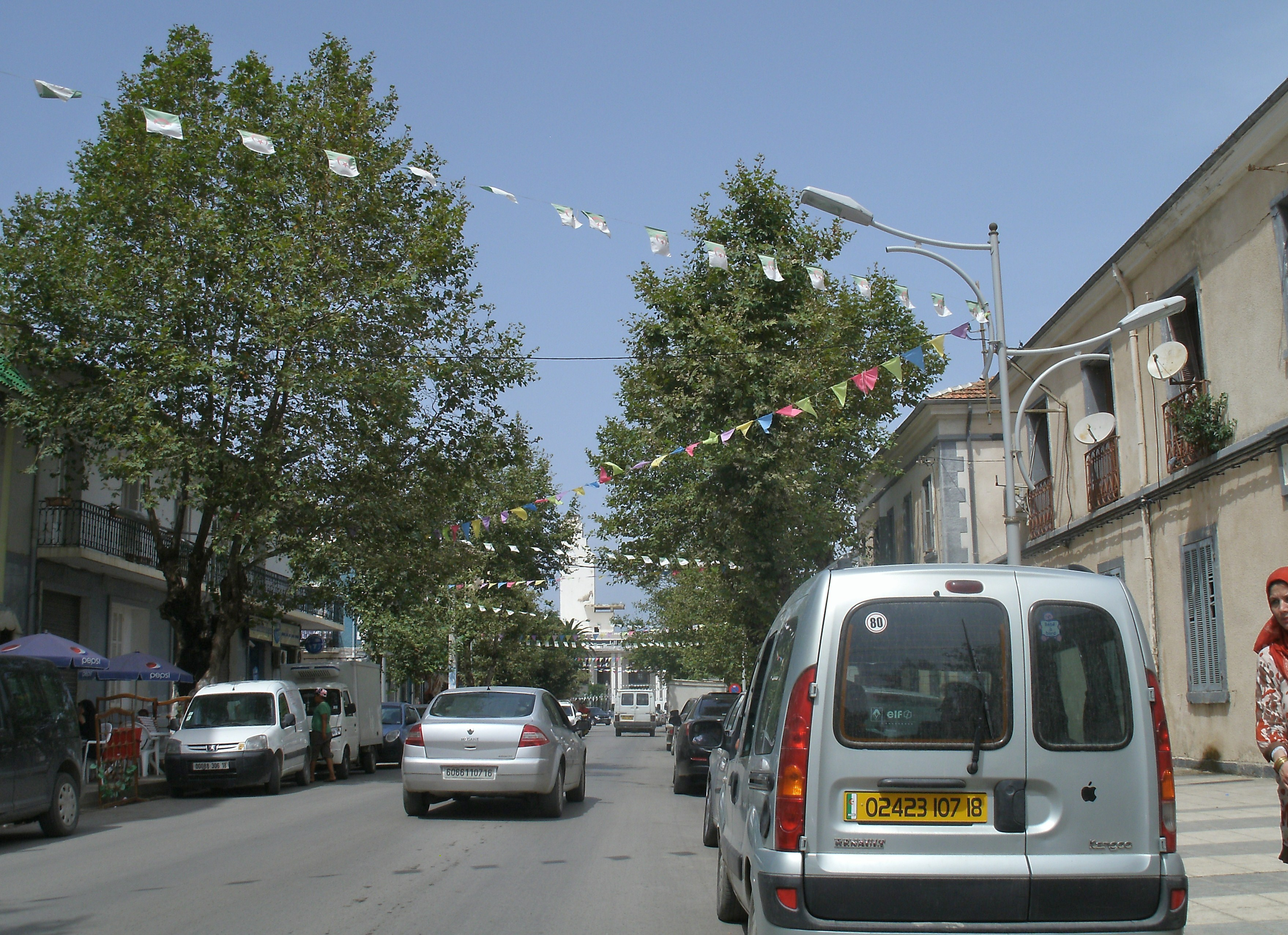
Rue à Jijel.
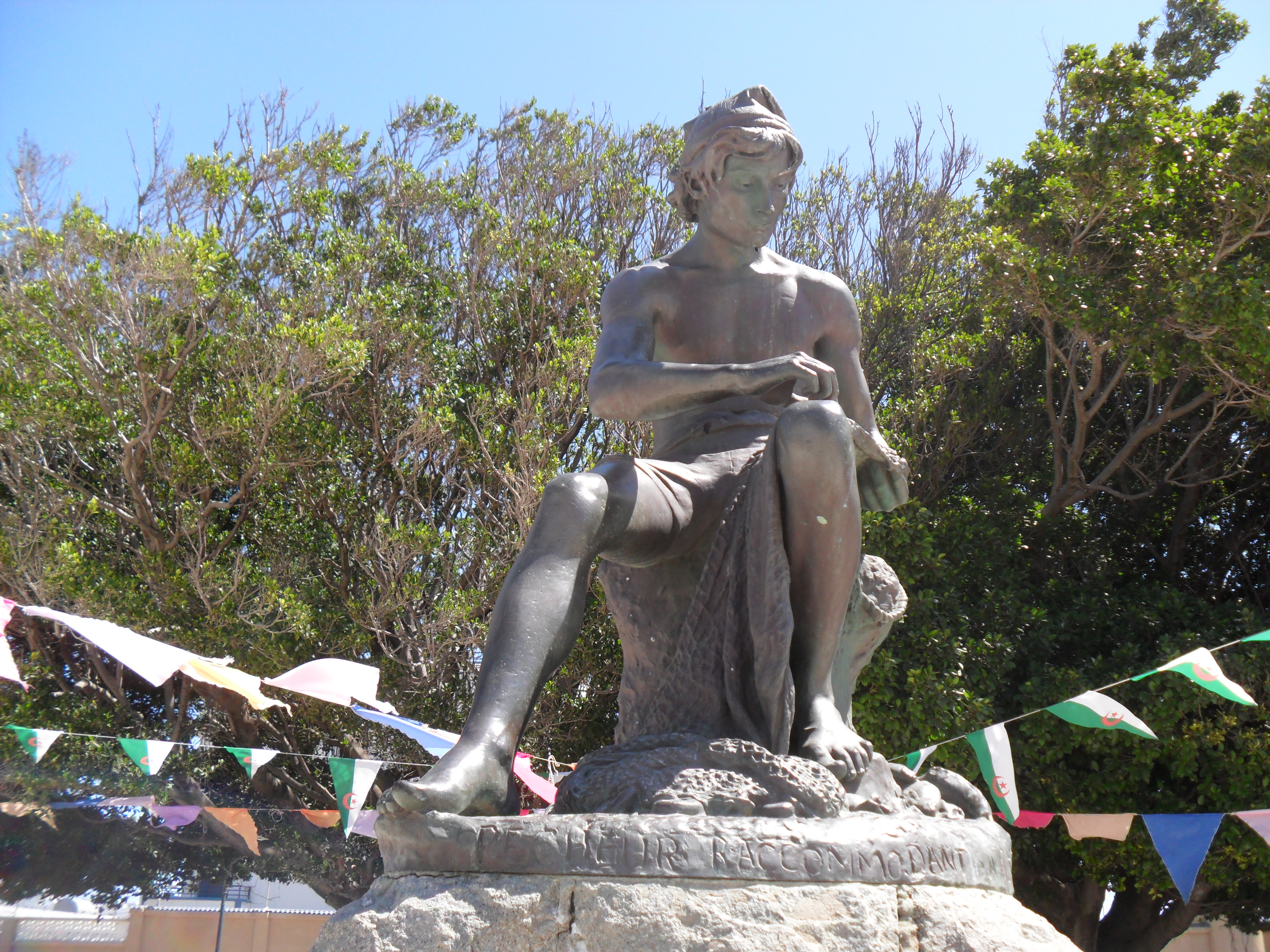
Statue du Pêcheur à Jijel.
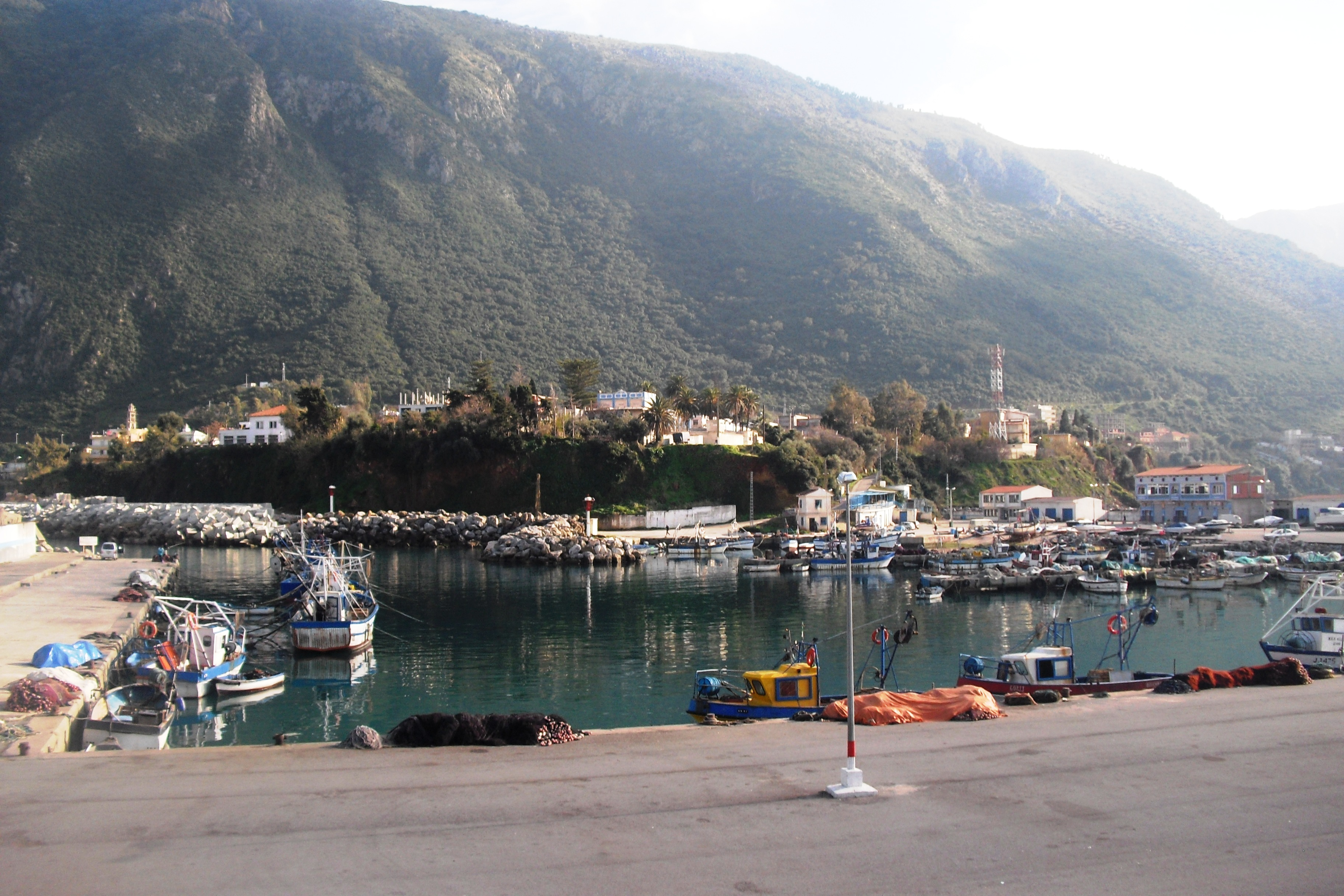
Vue sur le port de Ziama Mansouria et le village.
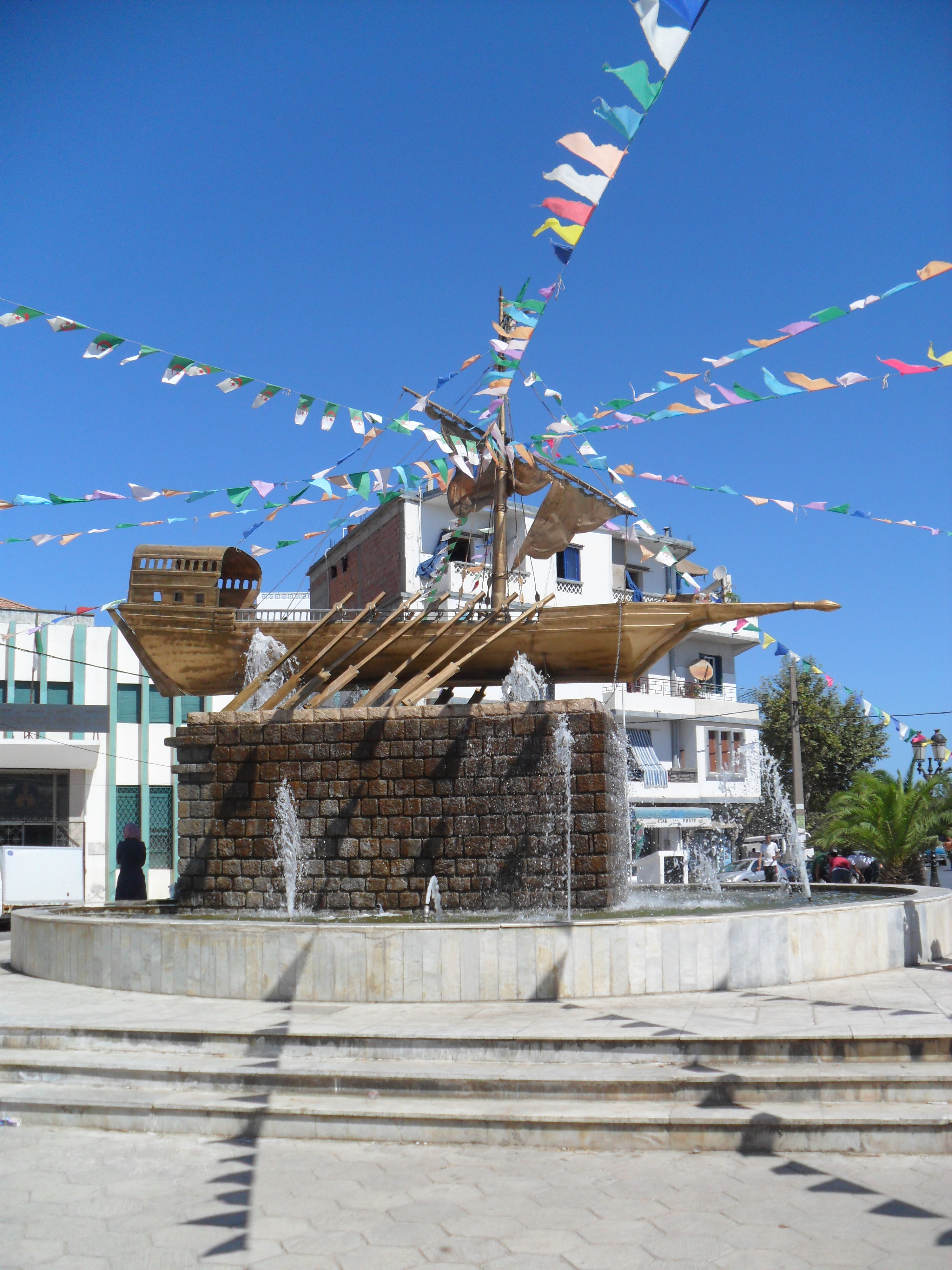
Bateau Baba Arroudj au faubourg à Jijel.

## Personnalités liées à la commune
- Ferhat Abbas
- Mohamed Seddik Benyahia, homme politique algérien, militant nationaliste durant la guerre d'Algérie.
- Rachid Bouraoui (1935-2022), ancien gouverneur de la Banque Centrale d'Algérie et père de l'écrivain Nina Bouraoui.
- Cheikh Si Ferhat Fridja (1911-1978), grand virtuose ayant formé nombreux jeunes élèves devenus à leurs tours musiciens. A consacré son talent au service des associations caritatives telle que «l'Entraide Musulmanes», la Médersa «Medraset El Hayate» d'obédience de cheikh Abdelhamid Ben Badis de Constantine, dans les années 1940. Responsable de l’école de musique (JFLN) après 1962.
- Mohamed Salah Abdelbaki dit Hamou (1928-1962). Le Chahid Mohamed Salah Abdelbaki fils de Si Ahmed né le 10 mai 1928 à Jijel, est un musicien interprète de musique arabo-andalouse qui a consacré son temps à aider par sa musique «l'Entraide Musulmanes» avant de tomber au champ d'honneur. Son nom figure à la bibliothèque municipale de Jijel, dénommé l'association Mohamed Salah Abdelbaki.
- Cheikh Si Ferhat Fridja (1911-1978), grand virtuose ayant formé nombreux jeunes élèves devenus à leurs tours musiciens. A consacré son talent au service des associations.
- El Yamine Soum, auteur et sociologue influent en France et en Europe.
- Michel Pacha, architecte et mousse de la marine française qui s'illustra en 1839 lors de la conquête de la ville par les français.
- Hadjammar Mohamed (1880-1932), homme politique du mouvement des Jeunes-Algériens

### Administration
| Période                                  | Période | Identité           | Étiquette | Qualité            |
| ---------------------------------------- | ------- | ------------------ | --------- | ------------------ |
| 2007                                     | 2012    | Nacerdine Mekrache | FLN       | Président de l’APC |
| 2012                                     | 2017    | Yazid Abdellah     | FLN       | Président de l’APC |
| 2017                                     | 2022    | Messaoud Mati      | FLN       | Président de l’APC |
| Les données manquantes sont à compléter. |         |                    |           |                    |